# Вавилон-5: На початку
«Вавилон-5: На початку» (англ. Babylon 5: In the Beginning) — науково-фантастичний фільм, приквел телесеріалу «Вавилон-5», знятий американським режисером Майклом Вейяром.

## Зміст
Фільм побудований у формі розповіді від імені одного з основних дійових осіб серіалу — Лондо Молларі, у 2278 році — імператора Центавра. Дія розвивається паралельно у 2278 році (коли ведеться розповідь) і тридцятьма роками раніше, в дні війни землян й мінбарців. В кінці 2240-х  збройні сили Землі стикаються в космосі з чужою расою — мінбарців. Внаслідок серії інцидентів та взаємного нерозуміння земляни відкривають вогонь по кораблю прибульців; внаслідок цього в ході атаки смертельно поранений Дукхат — керівник мінбарців, лідер їхнього уряду — Сірої Ради.
Починається війна, яка ледь не призводить до загибелі всіх людей на космічних колоніях і Землі. Земляни програють всі великі битви й втрачають контроль над більшістю своїх колоній. Джон Шерідан на підбитому кораблі зумів ліквідувати флагман мінбарців «Чорна зірка». Становище настільки нерадісне, що головнокомандувач земним флотом готовий виконати імовірний наказ здатися.
Корабель центавріан знищує вантажне судно контрабандистів зі зброєю для землян та обстрілює земне судно, від поранень помирає таємний посланець мінбарців з місією про мир. Шерідана захоплюють мінбарці, від вірної смерті його рятують слова, вимовлені помираючим мінбарцем на земному кораблі. Молларі в ході оповіді зізнається — це був його наказ атакувати контрабандистів. Люди знали що програють і кидалися в битви із завзяттям самогубців. Земний уряд передає повідомлення про капітуляцію — мінбарці не відповідають. Земля приречено готується до останньої битви. Деленн намагається відвернути винищення землян — ворлонці вказують, що це можливо.
Зрештою, в Сонячній системі відбувається «Битва на лінії» — останній бій між армадою мінбарців і залишками флоту Землі (цікава деталь — у Сінклера шолом із жовто-блакитною смугою). В ході бою, за наказом Деленн, прибульці беруть в полон молодого землянина — Сінклера. Але сканування його розуму з допомогою Трикутника світла дає неймовірний результат — в тілі землянина живе душа мінбарця, причому душа легендарного лідера Валена. Припустивши, що померлі мінбарці перероджуються в людях, Мінбар припиняє битву, відступає і починає мирні переговори.
По завершенню війни людством приймається рішення збудувати станцію «Вавилон» для перемовин між галактичними цивілізаціями.